# Revelation Road: The Black Rider
Revelation Road: The Black Rider (Brasil: O Justiceiro: Estrada do Caos / Portugal: O Justiceiro: Estrada do Medo) é um filme estadunidense de 2014, dos gêneros ação, drama e aventura. O longa é dirigido e escrito por Gabriel Sabloff e estrelado por David A. R. White, James Denton, Hilty Bowen, Michael Bailey Smith, Robert Gossett e Kevin Sorbo.

## Sinopse
Após um grande evento catastrófico, Josh McManus (David A. R. White) é enviado em uma missão misteriosa que tem como objetivo descobrir o paradeiro do homem conhecido apenas pela alcunha de "Pastor". Com a ajuda de uma sobrevivente da catástrofe, a bela Sofia (Hilty Bowen), Josh precisará encontrar o "Pastor" e descobrir se o homem é ou não um profeta.

## Elenco
- David A. R. White ... Josh McManus
- James Denton ... Drake
- Hilty Bowen ... Sofia
- Michael Bailey Smith ... Salinas
- Robert Gossett ... The Shepherd
- Kevin Sorbo ... Honcho